# Heliococcus lishanensis
Heliococcus lishanensis är en insektsart som först beskrevs av Wu in (wu, Jia och Tang, och fick sitt nu gällande namn av  1996. Heliococcus lishanensis ingår i släktet Heliococcus och familjen ullsköldlöss. Inga underarter finns listade i Catalogue of Life.